# لد زبلين III
لد زبلين II (بالأنجليزية:Led Zeppelin II) هو ثالث ألبوم لفرقة الروك الأنكليزية لد زبلين. تم تسجيله بين يناير وأغسطس 1970 وصدر في 5 أكتوبر 1970 بواسطة تسجيلات أتلانتك. معظم الألبوم تم تلحينه في كوخ معزول في ويلز يدعى "Bron-Yr-Aur"، ومثل هذا العمل نضج موسيقى للفرقة نحو مزيد من التركيز على الموسيقى الشعبية والصوتية. فاجأ هذا الكثير من المعجبين والنقاد، وعند صدوره مراجعات فاترة.
على الرغم من أنه ليس واحد ألبومات زبلين مبيعاً، يعتبر لد زبلين III الآن معلما هاما في تاريخهم. الألبوم أثبت أن لد زبلين لم تكن فرقة روك تقليدية وأنهم قادرين على التوسع في موسيقيتهم.

## قائمة الألبوم
الوجه الأول
| الرقم | العنوان                      | المدة | الكاتب(ون)                          |
| ----- | ---------------------------- | ----- | ----------------------------------- |
| 1     | "Immigrant Song"             | 2:26  | جيمي بيج، روبرت بلانت               |
| 2     | "Friends"                    | 3:55  | جيمي بيج، روبرت بلانت               |
| 3     | "Celebration Day"            | 3:29  | جون بول جونز، جيمي بيج، روبرت بلانت |
| 4     | "Since I've Been Loving You" | 7:25  | جون بول جونز، جيمي بيج، روبرت بلانت |
| 5     | "Out On the Tiles"           | 4:04  | جون بونهام، جيمي بيج، روبرت بلانت   |

الوجه الثاني
| الرقم | العنوان                    | المدة | المغني                              |
| ----- | -------------------------- | ----- | ----------------------------------- |
| 6     | "Gallows Pole"             | 4:58  | جيمي بيج، روبرت بلانت               |
| 7     | "Tangerine"                | 3:12  | جيمي بيج                            |
| 8     | "That's the Way"           | 5:38  | جيمي بيج، روبرت بلانت               |
| 9     | "Bron-Y-Aur Stomp"         | 4:20  | جون بول جونز، جيمي بيج، روبرت بلانت |
| 10    | "Hats Off to (Roy) Harper" | 3:41  | بيج / بلانت / ديكسون                |

## وصلات خارجية
- لد زبلين III على موقع ميتاكريتيك (الإنجليزية)
- لد زبلين III على موقع أول موفي (الإنجليزية)